# Gare d’Itxassou
Gare d’Itxassou vasútállomás Franciaországban, Itxassou településen, Pyrénées-Atlantiques megyében.

## Vasútvonalak
Az állomást az alábbi vasútvonalak érintik:
- Bayonne–Saint-Jean-Pied-de-Port-vasútvonal

## Kapcsolódó állomások
A vasútállomáshoz az alábbi állomások vannak a legközelebb:
- Gare de Bidarray-Pont-Noblia
- Gare de Cambo-les-Bains